# Batis perkeo
El batis pigmeo (Batis perkeo) es una especie de ave paseriforme de la familia Platysteiridae propia de África Oriental.

## Descripción
El batis pigmeo es una pequeña ave insectívora que se alimenta entre las hojas de la fronda, aunque a veces caza insectos al vuelo. Su plumaje es color negro y blanco pero la hembra psoee los ojos naranja y una franja rojiza-marrón en el pecho. Su cola es más corta que la del Batis molitor, y posee una raya blanca por sobre su ojo color naranja.

## Distribución y hábitat
Se lo encuentra en Etiopía, Kenia, Somalia, Sudán del Sur, Tanzania y Uganda.
Su hábitat natural es la sabana seca.